# Кононенко Ігор Віталійович
І́гор Віта́лійович Кононе́нко (нар. 21 серпня 1965, Київ, УРСР) — український бізнесмен і політичний діяч, народний депутат 8-го скликання, перший заступник голови фракції партії «Блок Петра Порошенка».

## Освіта
- 1982  — закінчив київську загальноосвітню середню школу № 45 і вступив до Київського автомобільно-дорожнього інституту.
- 1984–1986 — служба у лавах Збройних сил СРСР.
- 1989 — закінчив з відзнакою навчання у Київському автомобільно-дорожньому інституті за спеціальністю «Економіка та управління на транспорті».
- 1988–1990 — секретар комітету комсомолу КАДІ.
- 1990–1991 — заступник директора структурного підрозділу міського штабу студентського загону.

## Трудова діяльність
- 1988–1990 — секретар комітету комсомолу КАДІ.
- 1990–1991 — заступник директора структурного підрозділу міського штабу студентського загону.
- 1991–1992 — комерційний директор МП «Транспорт».
- 1992–1994 — комерційний директор АТ «Біржовий дім „Україна“».
- 1994–2005 — заступник, перший заступник генерального директора, перший віце-президент ЗАТ «Український промислово-інвестиційний концерн» Петра Порошенка.
- 2004–2009 — голова Наглядової ради ВАТ «Київське автотранспортне підприємство-2240»
- 2009–2012 — перший заступник, генеральний директор ЗАТ «Український промислово-інвестиційний концерн».
- З 2012  — голова наглядової ради ПАТ «ЗНКІФ „ВІК“».

Є один з ключових бізнес-партнерів Петра Порошенка. Є співвласником (14,94 %) Міжнародного інвестиційного банку.

## Політична кар'єра
2006–2014 рр. — депутат Київської міської ради V та VI скликань від «Блоку Леоніда Черновецького», заступник голови постійної комісії з питань транспорту та зв'язку.
2010–2014 рр. — голова депутатської фракції «Ініціатива» Київської міської ради VI скликання.
На виборах до Київради 2014 року увійшов до виборчого списку партії «УДАР» (11 місце).
На парламентських виборах восени 2014 року був обраний народним депутатом за списком «Блоку Петра Порошенка» (29 місце), був одним із керівників центрального виборчого штабу партії, займався питаннями взаємодії та підтримки мажоритарним кандидатам, керував кампанією у Києві.
У парламенті став першим заступником голови фракції «Блок Петра Порошенка», також увійшов до складу комітету з питань паливно-енергетичного комплексу, ядерної політики та безпеки. Член групи з міжпарламентських зв'язків з Китайською Народною Республікою, член групи з міжпарламентських зв'язків з Австрійською Республікою.
16 вересня 2015 року Перший заступник голови фракції Верховної Ради України «Блок Петра Порошенка» Ігор Кононенко очолив виборчий штаб партії «БПП» — «Солідарність» на місцевих виборах 25 жовтня 2015 року. Про це журналістам перед початком третього етапу 12-го з'їзду БПП повідомив голова фракції у Верховній Раді України Юрій Луценко. Своєю чергою, Кононенко повідомив, що рішення про обрання його керівником виборчого штабу «БПП» — «Солідарність» було ухвалене 15 вересня президією партії.
12 травня 2016 року фракція «Блок Петра Порошенка» у Верховній Раді України поновила на посаді першого заступника голови фракції «Блок Петра Порошенка» депутата Ігоря Кононенко.
Кандидат у народні депутати на парламентських виборах 2019 року (виборчий округ № 94, міста Васильків, Обухів, Васильківський, Обухівський райони). Програв кандидату від партії «Слуга народу» Олександру Дубінському.

## Благодійність
У 2017 році Міжнародна тенісна академія (МТА), що створена за підтримки народного депутата Ігоря Кононенко, підписала контракти з чемпіонками тенісних турнірів в групі юніорів Долженко Марією і Снігур Дарією. МТА фінансуватиме тренування і виїздні турніри юних тенісисток до досягнення ними 18-річного віку.
Попри програш на окрузі придбав до Обухівської і Васильківської центральних районних лікарень критично важливе медичне обладнання: пульсоксиметри, кисневі концентратори і газово-електролітні аналізатори. Також надано мед.обладнання для Пісківського центру первинної медико-санітарної допомоги.
Кононенко особисто та через власний благодійний фонд протягом кожного року надає багаторазову допомогу столичному реабілітаційному центру «Я + Сім'я» — унікальному дошкільному навчальному закладу, який орієнтований на дітей з різними особливими освітніми потребами. Фінансова допомога реабцентру не припиняється навіть попри повномасштабне вторгнення Росії в Україну.
БФ Кононенка співпрацює з БФ «Manus Dei» у сфері постачання медичного обладнання.
У 2021 році передав дрон Autel EVO 2 Pro Rugged Bundle бійцям ССО, а генератор та автозапчастини — для 58-ї ОМБ ім. гетьмана Виговського.
У 2022 році після початку повномасштабного російсбкого вторгнення Кононенко та його фонд допомагає ЗСУ, територіальній обороні, лікарням, бомбосховищам: бронежилети, шоломи, турнікети, аптечки, кровоспинні засоби, броньовані фургони, квадроцикл, квадрокоптер передані військовим та у волонтерські центри на сході та півдні країни, а медичним закладам в низці областей надані медикаменти та медичні вироби. Для батальйону особливого призначення «Скіф» придбано автомобілі Nissan Navara. Загальна вартість наданої допомоги тільки за перші 4 місяці — орієнтовно 30 млн грн. Фонд також співпрацює з іншими благодійниками, на прохання БФ "Територія добра" було надано фінансову допомогу для закупівлі каліматорного прицілу одному зі взводів снайперів.
2023 року одна з новостворених бригад Сил оборони України отримала від фонду медичну допомогу на 150 тисяч грн. Медичній роті передали партію ліків та медінструментів. Зокрема, закупили хірургічні інструменти для допомоги у військово-польових умовах.
2023 року рота снайперів 58-ї ОМБ ім. Виговського отримала наземну станцію управління дронами від Кононенка. 2023 року його БФ спрямував 3,2 млн грн на допомогу ЗСУ. У травні 2024 року Кононенко передав на фронт три зарядні станції 700 Compact Pro, дві зарядні станції 1400 Compact Pro від проєкту “Сонце для армії” та 4 сонячних модуля Solar 120.

## Законотворча діяльність
- Проект Закону про внесення змін до Бюджетного кодексу [Архівовано 11 березня 2016 у Wayback Machine.] (щодо уточнення та приведення окремих положень у відповідність до норм діючого законодавства) (співавтор). Ухвалено 15.01.2015 р.
- Проєкт Закону про внесення змін до Закону України «Про житлово-комунальні послуги» щодо захисту учасників АТО і членів їх сімей [Архівовано 11 березня 2016 у Wayback Machine.] (про справедливе призначення та надання субсидій) (співавтор). Ухвалено у другому читанні 15.07.2015 р.
- Проект Закону про держреєстрацію прав на нерухоме майно та їх обтяжень (співавтор) [Архівовано 11 березня 2016 у Wayback Machine.]. Ухвалено 26.11.2015 р.

## Декларація про доходи
За декларацією 2013 [Архівовано 11 березня 2016 у Wayback Machine.] року Кононенко офіційно задекларував 30 млн гривень.
Відповідно до декларації за 2014 рік [Архівовано 11 березня 2016 у Wayback Machine.], загальна сума доходів Кононенка становила 15,2 млн грн. З них зарплата та інші виплати — 221 956 грн, дивіденди та відсотки — 14 993 157 грн. У власності перебувають земельні ділянки площею 4654 м² і 2255 м², а також житлові будинки площею 1643,6 м² і 36,6 м². Крім того, є квартира площею 236,6 м² та автомобіль Mercedes-Benz GL 600.

## Власність
- Публічне акціонерне товариство «Закритий корпоративний недиверсифікований інвестиційний фонд „ВІК“».
- ПАТ «Міжнародний інвестиційний банк» — 14,92 %[26].

## Спроба отруєння
27 січня 2017 року депутат «БПП» Олексій Гончаренко повідомив, що Кононенка було отруєно ртуттю. Кононенко помітив отруєння наприкінці 2016 року.
В оточенні президента Порошенка зазначили, що факт отруєння Кононенка не є схожим на замах на його життя. Видання «Лівий берег» повідомило, що вміст ртуті у крові Кононенка перевищував норму в 50 разів. Ртуть деякий час накопичувалася в організмі, журналісти зробили висновок,  що це був не замах, а спроба залякати. Також, на її думку, через отруєння Кононенка хотіли пригрозити самому президенту Порошенку.

## Сім'я
- Дружина — Кононенко Лілія Ігорівна (1966).
- Діти: Син Кононенко Віталій (1988), доньки Кононенко Дарія (1994), Кононенко Ольга (1999).

## Скандали
3 лютого 2016 року Міністр економічного розвитку і торгівлі України Айварас Абромавичус подав у відставку, звинувативши Кононенка в блокуванні реформ і намаганні встановити контроль над фінансовими потоками в Україні через своїх людей. Він заявив, що нардеп Кононенко намагався призначити своїх людей керівниками державних компаній. Абромавичусу подзвонили з Адміністрації Президента і наполягали, щоб той найняв на роботу певних людей, включаючи на посаду його заступника в сфері оборони. У відповідь Абромавичус заявив, що не збирається займатись корупцією і тому готовий подати у відставку.
Ігор Кононенко подав в суд на Абромавичуса щодо «захисту честі і гідності». 13 квітня 2017 року Печерський суд Києва виніс рішення на користь Кононенка. Абромавичус назвав таке рішення упередженим і подав апеляцію.